# Eduard Drobîșevski
Eduard Drobîshevschi (Edward Drobyshevski, ca autor), (n. 1936, Sankt Petersburg - d. 2012, Sankt Petersburg) a fost un fizician rus, specialist în fizica plasmei și astrofizică.

## Biografie
Membru ULCT(1950-1964). Este candidat în științe fizico-matematice (1965), doctor în științe fizico-matematice (1982), cercetător științific inferior (1960), superior (1979), coordonator (1986), șef de laborator (1991-2004), principal (1993- până la deces).

## Creația științifică
Domeniile de cercetare științifică ale lui Drobyshevskii se referă la fizica plasmei, magnetohidrodinamică, astrofizică (stele magnetice, planetologie, materia întunecată din Univers), astrobiologie, proveniența corpurilor cerești, inclusiv a asteroizilor, sateliților planetari), accelerația electromagnetică a corpurilor, inclusiv aspecte tehnologice. În aceste domenii a obținut următoarele rezultate:
- a arătat, că în unele cazuri poate să aibă loc generarea câmpurilor magnetice în corpuri cerești  fără autoexcitare, adică în proces de semidinamo
- a elaborat un model al sistemului solar, bazat pe existența sistemelor duble stelare strînse
- a examinat originea cometelor ca un posibil rezultat al electrolizei straturilor de ghiață a corpurilor îndepărtate de centrul sistemului solar de tipul lunii
- apariția vieții ca rezultat al proceselor electrochimice în sistemul sateliților galileeni ai planetei Jupiter.
- a dezvoltat conceptul de daemon, bazat pe cel de gaură neagră

Publicații
A publicat 250 de lucrări
Societăți
- Hypervelocity Impact Society
- European Astronomical society

## Distincții
- Uniunea astronomică internațională a denumit <<Drobyshevskij>> asteroidul № 4009